# Ptilinopus bernsteinii
El tilopo de Bernstein o tilopo de pecho carmín (Ptilinopus bernsteinii) es una especie de ave columbiforme de la familia Columbidae.

## Distribución geográfica
Es endémica de las selvas de las Molucas septentrionales (Indonesia).

## Subespecies
Se reconocen las siguientes:
- P. b. micrus (Jany, 1955) - islas Obi
- P. b. bernsteinii Schlegel, 1863 - Halmahera, Ternate y Bacan